# M-130 (Chiffriermaschine)
Die M-130, auch genannt Koralle (russisch КОРАЛЛ KORALL), war eine sowjetische Rotor-Chiffriermaschine, die im Jahr 1965, also auf dem Höhepunkt des Kalten Krieges, eingeführt und an die verbündeten Staaten des Warschauer Paktes ausgegeben wurde. Sie war zur Verschlüsselung von Ziffern konzipiert und diente zur geheimen Übermittlung von Wetterdaten.

## Technik

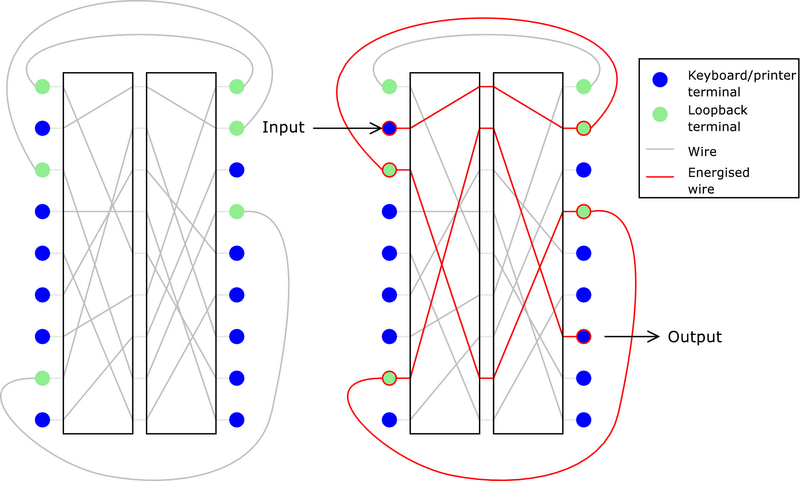
Schematische Darstellung der Rückkopplungsschleifen

Die Maschine hat eine gewisse Ähnlichkeit mit der aus den frühen 1930er-Jahren stammenden Enigma‑Z, ist jedoch kryptographisch deutlich stärker. Im Gegensatz zur deutschen Vorläuferin enthält sie Rückkopplungsschleifen für den Stromfluss durch den Walzensatz. (Dies zeichnete auch die in den 1950er-Jahren hergestellte schwedische HX‑63 aus.) Hierdurch wird der Stromfluss wesentlich komplizierter und folglich die Verschlüsselung erheblich stärker als bei der Enigma. Darüber hinaus wurde die kryptographische Sicherheit der Maschine durch eine unregelmäßige Walzenfortschaltung gestärkt, über die die deutsche Vorläuferin ebenfalls nicht verfügte. Außerdem hat sie nicht nur ein einziges Steckerbrett, wie die Enigma, sondern verfügt über zwei Steckerbretter, eins am Eingang und das zweite am Ausgang. Auch hier überwand sie eine weitere Schwäche der Enigma, nämlich die doppelpoligen involutorischen Kabel, und verwendet stattdessen einpolige Steckkabel.
Die M-130 verfügt über drei Betriebsarten, die mit den kyrillischen Buchstaben „О“, „З“ und „Р“ gekennzeichnet sind. Diese stehen für „Klartext“ (russisch Открытый Текст Otkryty Tekst), „Verschlüsseln“ (ЗашифровыватЬ Saschifrowywat) und „Entschlüsseln“ (РасшифровыватЬ Rasschifrowywat). Zwischen den Betriebsarten kann mithilfe eines an der rechten Seite befindlichen Drehknopfes umgeschaltet werden. Wie ihre deutsche Vorläuferin weist die M‑130 eine Zifferneingabetastatur mit der folgenden Tastenreihenfolge auf:
```
1   2   3   4   5   6   7   8   9   0

```

Außerdem gibt es noch drei weitere Tasten, und zwar für den Buchstaben X, das Minuszeichen sowie den Wagenrücklauf. Leerzeichen werden automatisch nach jeweils fünf Zeichen eingefügt und somit Fünfergruppen gebildet. Ein Vorteil der Verwendung von Ziffern ist, dass auf diese Weise auch Textnachrichten in beliebigen Sprachen verschlüsselt werden können, wenn diese in einem ersten Verfahrensschritt zunächst (wie diplomatische Codes) mithilfe von Zahlen überverschlüsselt werden.
Unmittelbar hinter der Tastatur, im vorderen Teil der Maschine, befindet sich die herausnehmbare Verschlüsselungseinheit, die auf einer massiven Aluminiumplatte montiert ist. Es handelt sich dabei um fünf drehbare Rotoren mit jeweils 30 elektrischen Kontakten auf beiden Seiten. Mit jedem Tastendruck wird der mittlere Rotor (3) um eine Stellung fortgeschaltet, während die beiden äußeren (1 und 5) abhängig von kleinen Steuerrädern mit frei setzbaren Stiften einzeln unregelmäßig fortgeschaltet oder nicht fortgeschaltet werden. Die übrigen beiden Rotoren (2 und 4) drehen sich rückwärts und werden ebenfalls unregelmäßig fortgeschaltet. Links und rechts außerhalb des Walzensatzes befinden sich jeweils ein Stator (feststehende Walze) mit ebenfalls 30 Kontakten auf der inneren Seite aber nur zehn Kontakten auf der äußeren Seite. Die Statoren dienen einerseits als Eintritts- beziehungsweise Austrittswalze (mit 10 Durchgangskontakten) und andererseits als Reflektoren (mit 20 inneren Kontakten). Darüber hinaus befindet sich ein Steckerbrett mit jeweils zehn Leitungen sowohl am Eingang als auch am Ausgang.
Drückt man eine Taste so fließt der Strom zunächst über das Steckerbrett am Eingang und eine Ziffer wird dort durch eine andere permutiert (vertauscht). Der Strom gelangt dann über einen von zehn Durchgangskontakten des ersten Stators in den Walzensatz und wird durch die fünf Rotoren mehrfach vertauscht. Er wird anschließend durch den Ausgangsstator in den Walzensatz zurückgeleitet und durchläuft ihn ein zweites Mal, nun in umgekehrter Richtung. Anschließend wird er durch den Eingangsstator „reflektiert“ und fließt ein drittes Mal durch alle fünf Walzen, nun wieder in Vorwärtsrichtung. Dann verlässt er den Walzensatz durch den Ausgangsstator und erreicht das Steckerbrett am Ausgang. Hier findet eine letzte Permutation statt.
Es sind nur sehr wenige erhaltene Exemplare bekannt. Eins befindet sich im Besitz des österreichischen Sammlers Peter Klampferer, der in den Jahren 2010 und 2011 Mitarbeitern des niederländischen Crypto Museums die Gelegenheit gab, die Maschine zu untersuchen.